# Пошуки родовищ корисних копалин

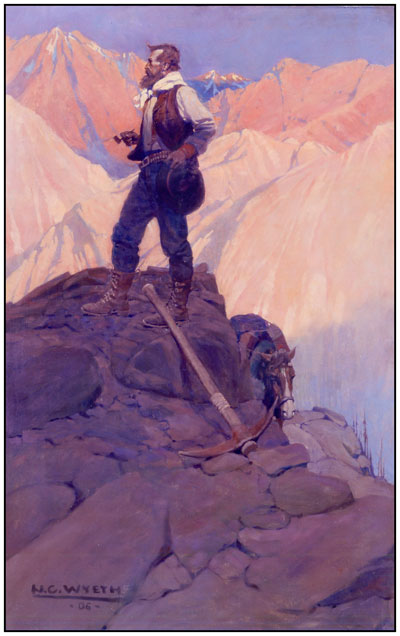
«Геологорозвідник», Ньюелл Конверс Ваєт, 1906 рік

Пошуки родовищ корисних копалин (рос. поиски месторождений полезных ископаемых, англ. mineral deposits prospecting; нім. Suchen n, Aufsuchen n, Erschürfen n, Prospektieren n der Lagerstätten von Bodenschätzen) — комплекс геологорозвідувальних робіт, направлених на виявлення промислово цінних скупчень як можливих джерел мінеральної сировини для потреб економіки. Включають буріння картувальних, пошукових і пошуково-розвідувальних свердловин, проходження гірничих виробок з комплексом геолого-мінералогічних, геофізичних, геохімічних та ін. досліджень.

## Історія питання
Про первісних гірників (неоліт — епоха міді) точні дані у нас відсутні. Значна кількість сакральних (у тому числі гадальних) предметів, знайдених археологами в найдавніших кременевих і мідних копальнях дає можливість припустити, що пошуки скарбів надр супроводжувались певними прото-релігійними ритуалами і були в перших сталих спільнотах гірників справою жрецької верхівки (підпорядковувались групі окремих, особливих людей — відунів, віщунів, магів), які за допомогою певних ритуалів і магічних предметів «знаходили» або «викликали», «творили», «просили у богів» корисні предмети — камені, воду, метал тощо.
Сьогодні це простежується у старовинних міфах, легендах, казках. Логічно припустити, що перші геологічні й гірничо-металургійні знання, які сприймалися як магічні, могли зберігатися й розвиватися найдавнішими кастами жерців, пов'язаних зі сталими гірничими спільнотами, і передавалися ними з покоління в покоління. Авторитет жерців і їх обрядова діяльність створювали ефективні стимули консолідації гірничої громади для виснажливих пошуків корисних копалин і ведення вельми трудомістких і небезпечних підземних робіт.
Цікаво, що давні храми вогнепоклонників, які зводилися на Середньому Сході в місцях сталих виходів на земну поверхню нафти чи газу, факели яких палали сторіччями, стали пошуковими ознаками для експедицій нафтошукачів ХХ ст. Варто уваги, що перша нафта в Персії була відкрита в місті Месджеде-Солейман поблизу мечеті, збудованої на місці давнього храму вогнепоклонників.
Серед найдавніших принципів пошуків корисних копалин було: «тримайся жили» і «шукай нову жилу поблизу старої жили». З найдавніших і до нових часів вірною ознакою багатих родовищ були також сліди їх розробки більш ранніх часів (іноді між періодами експлуатації великих родовищ були сотні, іноді — тисячі років). Оскільки більш давні покоління гірників мали значно обмеженіші технічні можливості, то розробляли родовища лише на малих глибинах, брали найбагатші руди, часом кидали багаті поклади, бо не могли протидіяти гірському тиску, водопритокам, виходу небезпечних газів. Тому гірники нових (більш технічно озброєних) поколінь мали давні рудники за щасливий дороговказ до скарбів надр.
Середньовічний досвід розвідувальних робіт дійшов до нас завдяки фундаментальній праці Георґіуса Агріколи «De Re Metallica» («Про гірничу справу»), яка вийшла в Базелі в 1556 р.
Г. Агрікола виділяє чотири групи ознак (способів) для пошуку руд: аналіз винесених часток корисної копалини на земній поверхні, особливий вигляд рослинності над покладом, застосування пошукової лози та проведення пошукових виробок. Ось як подає він це в своїй книзі:
- 1. «Уламки руди, що виносяться потоком (води) із землі». Цілком по-сучасному звучать міркування: «Якщо такі уламки розкидані на поверхні землі і притому гладенькі, то рудні жили в більшості випадків відстоять від них на далекій відстані, бо потік, що захопив винесені ним частинки руд далеко від їх жил, встиг їх обточити доки штовхав все далі. Якщо ж ці уламки застряли в землі і шорсткі, це означає, що вони знаходяться поблизу від рудних жил». Використовують цей досвід пошуку рудних жил і сучасні старателі.

- 2. Характер рослинності над рудними жилами (рудним тілом): «…іній, який трохи біліє часом на всіх травах, за винятком тих, що ростуть над жилами» — ця цікава, але вже дещо призабута пошукова ознака ще зберіга-ється в арсеналі польових геологів. Агрікола пояснює: «…жили випускають з себе тепло і сухість, що перешкоджає згущенню вологи… отже, там, де мокрі трави не покриваються інеєм, під ними криється жила. Якщо вона сильно виділяє тепло, то земля народжує трави низькі і неприродного кольору». На переконання середньовічних гірників «жили виділяють випаровування», тому якщо «в якому-небудь місці дерева, зростаючі довгим рядом, раптом втрачають свою свіжість і чорніють або рябіють або одне за одним валяться вітром, там криється жила. Іноді також довгою смугою над місцем, де простягається жила, росте яка-небудь трава або який-небудь рід грибів, причому їх немає над породними прошарками».

Докладно описані дерева, які ростуть над рудними жилами. Їх листя «весною має голубуватий або синюватий колір, гілки, особливо верхні, чор-нуваті або забарвлені яким-небудь іншим неприродним кольором, стовбури розщеплені і деревина стовбурів і гілок також чорнувата або строката». Ці явища викликаються, — на думку Г.Агріколи, — «дуже теплим і висушуваним випаровуванням, яке, не щадячи коріння дерев, сушить їх і знесилює».
- 3. Чи не найбільшого авторитету і водночас навіть слави надприродної сили у гірничому мистецтві зажила «рудопошукова лоза» або «чародійна лоза» . Про неї згадують ряд давніх авторів. Водночас, одні стверджують, що цей метод приносить їм найбільшу користь в знаходженні руд, інші це заперечують.

Для пошуку різних металів користувалися різними рудопошуковими лозами, а саме: горіховими для срібних руд, ясеневими для мідних, сосновими для свинцевих і особливо для олов'яних і, нарешті, залізними прутиками для знаходження золота. Спосіб користування такими лозами доволі простий: «беруть рогатку з лози за її ріжки, стискаючи руки в кулаки; при цьому, однак, вважається обов'язковим, щоб стислі в кулак пальці були звернені до неба і щоб лоза тим кінцем, до якого сходяться обидві ріжки, була піднята догори. Потім шукачі руд з цими прутиками пускаються бродити по гірських місцях. Як вони запевняють, лише тільки вони наступлять на жилу, їх лоза повертається донизу, вказуючи їм на родовище, а лише тільки вони відійдуть від місця цієї жили, вона знову стає в їх руках нерухомою».
У праці «De Re Metallica» сформульовано п'ять умов необхідних для того, щоб лоза виконувала своє призначення: «перша з них — це величина прутика, бо сила руд не в змозі повернути дуже велику палицю; друга — форма лози, бо якщо вона не вилоподібна, то сила, мовляв, не може повер-нути її; третя — сила руд, що мають властивість цього притягнення; четверта — правильне поводження з лозою; і, нарешті, п'ята — відсутність у лозошукачів яких-небудь прихованих властивостей, що заважають впливу руд на неї».
Водночас, лозоходство не було беззастережно прийнятим методом пошуку руд у давнину й залишається до сьогодні предметом суперечок. Сучасна наука дає лише непрямі пояснення біофізичного методу пошуків, проте тривале й широке застосування цього методу майже в усьому світі свідчить про можливий ефект застосування «рудопошукової лози». Основний інструмент лозоходства — «чародійна лоза» («чарівна паличка» або «чарівничий жезл») фігурує в дуже давніх оповідях. Коли народ Ізраїлю став сваритися у безводній пустелі, Господь наказав Мойсею взяти свою палицю та йти до скелі в Горебі: «…і вдариш ти по скелі, і рине з неї вода, щоб напились люде» (Друга книга Мойсея, 17:6).
Висновок самого Г.Агріколи стосовно «рудопошукової лози» однозначно скептичний: «справжній гірник, в якому ми хочемо бачити ґрунтовну і серйозну людину, не стане користуватися чарівною паличкою, бо хоч трохи досвідчена в природі речей і розсудлива людина розуміє, що „рогатка“ їй у цій справі ніякої користі не принесе, але що вона має у своєму розпорядженні, як я вже указав вище, природні ознаки руд, якими вона і повинна керуватися».
Цікаво, що сьогодні теж є спроби використання наукоподібно оформленого лозоходства для створення пошукових детекторів. Але створені на основі ефекту «пошукової лози» сучасні детектори ADE 651, Sniffex, GT200, Quadro Tracker, Alpha6 призводили до скандалів і навіть серйозних тюремних термінів для організаторів. Це було пов'язане не тільки з обманом покупців, але і з реальною шкодою, в разі їх застосування, наприклад, для виявлення вибухових речовин в Іраку.
Логічно припустити, що випадки використання «лози» для пошуків родовищ нафти і природного газу не були поодинокі. На цю думку наводить такий факт, що навіть у наш час при визначенні місця копання колодязя або буріння свердловини на воду у сільській місцевості люди часом застосовують метод «лозоходства» (часом замінюючи лозу металевою рамкою). Проте становлення нафтогазової промисловості спиралося на зовсім інші засади розвідки родовищ.
- 4. Нарешті, серед способів виявлення родовищ Г. Агрікола називає розвідувальні гірничі виробки: «гірник закладає шурфи; якщо ж він руди тут не виявляє, то він близькими один до одного шурфами доти розвідує це місце, поки не наштовхується на вихід рудної жили».

Остання група способів була притаманна і для пошуків нафти. Шурфи на нафту (у звичній назві — колодязі) закладали в місцях поверхневих нафтопроявів, або в безпосередній близькості від існуючих нафтових колодязів.
У ХІХ ст. для пошуків і видобутку нафти почали застосовувати здавна відомий у соляній справі (видобуток розсолів) і вельми перспективний спосіб розвідувального буріння. За даними авторів, першу нафтову свердловину нових часів пробурили в Румунії в 1821 р. у Мосоарелі (поблизу Тиргу-Окна), у 1845 р. розпочали буріння свердловин в Азербайджані у Бібі-Ейбаті (поблизу Баку), у 1854 р. пробурена перша свердловина в Галичині (поблизу Коросно), у 1858 р. — в Канаді (Онтаріо), у 1859 р. — в США (біля Тайтусвіля, Пенсильванія). Слід зауважити, що вказані дати — це перший, не завжди успішний досвід буріння на нафту. Широке застосування в нафтовій промисловості (яку вони значною мірою й формували) свердловинні технології посіли лише в 1860-х рр., але нафтові колодязі ще кілька десятиріч продовжували використовувати як пошукові й видобувні виробки (часом, поруч із свердловинами). Прикметно, що в нафтових районах пошукові свердловини стали закладали на прямій, що з'єднує дві вже існуючі продуктивні свердловини (які вже давали нафту).